# Bernardino López de Carvajal
Bernardino López de Carvajal, född 8 september 1446 i Plasencia, död 16 december 1523 i Rom, var en spansk kardinal och biskop. 

## Biografi
Bernardino López de Carvajal var son till Francisco (López) de Carvajal y Trejo och Aldonza Sande. Han studerade i Salamanca, Plasencia och Italien. År 1482 kom han till Rom, där han tjänade under påvarna Sixtus IV och Innocentius VIII.
År 1488 utnämndes Carvajal till biskop av Astorga och biskopsvigdes den 21 december samma år av kardinal Jean Balue i kyrkan San Giacomo degli Spagnoli. Kardinal Balue assisterades vid detta tillfälle av biskop Ardicino della Porta och biskop Antonio Pallavicini Gentili. År 1489 installerades Carvajal som biskop av Badajoz och fyra år senare, 1493, av Cartagena.
Den 20 september 1493 upphöjde påve Alexander VI Carvajal till kardinal med Santi Marcellino e Pietro som titelkyrka. År 1495 erhöll han basilikan Santa Croce in Gerusalemme som titelkyrka. Carvajal tjänade som camerlengo från 1498 till 1499. I september 1503 deltog han i konklaven, vilken valde Pius III till ny påve, och en månad senare i konklaven, som valde Julius II. I slutet av 1503 utnämndes Carvajal till latinsk patriark av Jerusalem.

### Konciliet i Pisa
Kardinal Carvajal har blivit känd som den tongivande gestalten vid konciliet i Pisa år 1511, vilket han sammankallade tillsammans med fyra andra kardinaler: Guillaume Briçonnet, Francisco de Borja, Federico di Sanseverino och René de Prie. Carvajal var missnöjd med hur han blev behandlad av påve Julius II samt dennes undergivenhet inför den franske kungen Ludvig XII. I slutet av oktober 1511 exkommunicerade Julius II Carvajal och de andra kardinalerna som hade stött denne vid det schismatiska konciliet. Uppgifter gör gällande att Carvajal skall ha låtit sig väljas till motpåve i Milano under namnet Martin VI, innan han flydde till Frankrike. Julius II:s exkommunicering av Carvajal bekräftades av Femte Laterankonciliet år 1512. Julius II avled 1513 och efterträddes av Leo X, som ledde Laterankonciliets sjunde session år 1513. Carvajal erkände då att han hade handlat illojalt mot företrädaren och knäböjde inför Leo. Carvajal tog avstånd från konciliet; hans bannlysning hävdes och han återinsattes i sitt kardinalsämbete. Carvajal avslutade sitt kardinalskap som kardinalbiskop av Ostia suburbikariska stift och dekan för kardinalskollegiet.
Kardinal Carvajal avled 1523 och är begravd i sin titelkyrka Santa Croce in Gerusalemme i Rom. I absiden hade han tidigare låtit en målare från den umbriska skolan utföra freskmålningen Den heliga Helena finner det Sanna korset. Den heliga Helena ses hålla upp korset för tillbedjan; vid hennes sida knäböjer kardinal Carvajal.

## Bilder
| - Den heliga Helena finner det Sanna korset, absidfresk i basilikan Santa Croce in Gerusalemme. - Kardinal Carvajals gravmonument (i vänster bildkant) i absiden i Santa Croce in Gerusalemme. |